# Személynévtár
A személynévtár (idegen szóval onomasticon) tulajdonnevek (személynevek) listája, máskor helységnevek jegyzéke.
Korábban cédulákon, könyvalakban, ma már (elvileg) számítógépes adatbázis formátumban.
Például: letölthető tanulmány török nevekről